# Bertil Larsson
Bertil Gustaf Abraham Larsson, född 21 maj 1907 i Julita församling i Södermanlands län, död 20 november 1997 i Täby församling i Stockholms län, var en svensk militär.
Larsson tog sjöofficersexamen som kursetta vid Sjökrigsskolan 1935 och blev samma år fänrik i kustartilleriet. Han befordrades till löjtnant 1937 och kapten 1943 samt var lärare vid Kungliga Sjökrigshögskolan 1944–1951, befordrad till major 1947. Han var expert i 1945 års försvarskommitté 1945–1948, vid Försvarsdepartementet 1948 och i 1949 års försvarskommitté 1949–1950. Han var stabschef vid Blekinge kustartilleriförsvar 1952–1956, befordrades 1954 till överstelöjtnant och var bataljonschef vid Karlskrona kustartilleriregemente 1956–1958. Åren 1958–1961 var han chef för Kustartilleriets skjutskola och befordrades till överste 1960. Han var chef för Sjökrigshögskolan under 1961 och efter att denna slagits ihop med de andra militära högskolorna till Militärhögskolan var han 1961–1963 stabschef där med samordnande uppgift. År 1963 befordrades han till överste av första graden och var 1963–1967 chef för Stockholms kustartilleriförsvar tillika befälhavare för Vaxholms försvarsområde. Under denna tid verkade han för att skärgårdsförsvaret skulle få ett eget museum och 1964 kunde han stå värd vid invigningen av Vaxholms fästnings museum.
Larsson spelade en viktig roll i försvarsdebatten både muntligen och med tidningsartiklar, bland annat inför införandet av kustjägare 1956, varvid han hävdade att rörlighet var ett livsvillkor för fast kustartilleri. Han menade att Sverige skulle anamma utländska erfarenheter från särskilda kommandotrupper och omsätta dessa i specialförband för att ge kustartilleriet dess önskvärda offensiva rörlighet. Arméofficerare argumenterade däremot att det vore tillräckligt att utnyttja lokalförsvarsförbanden på ett bättre sätt.
Bertil Larsson invaldes 1953 som ledamot av Kungliga Örlogsmannasällskapet och 1961 som ledamot av Kungliga Krigsvetenskapsakademien.
Efter sin pensionering var han verksam som översättare av engelska detektivromaner. Larsson är begraven på Täby norra begravningsplats.